# Wegkreuz (Großwenkheim; Grabfeldstraße 42)

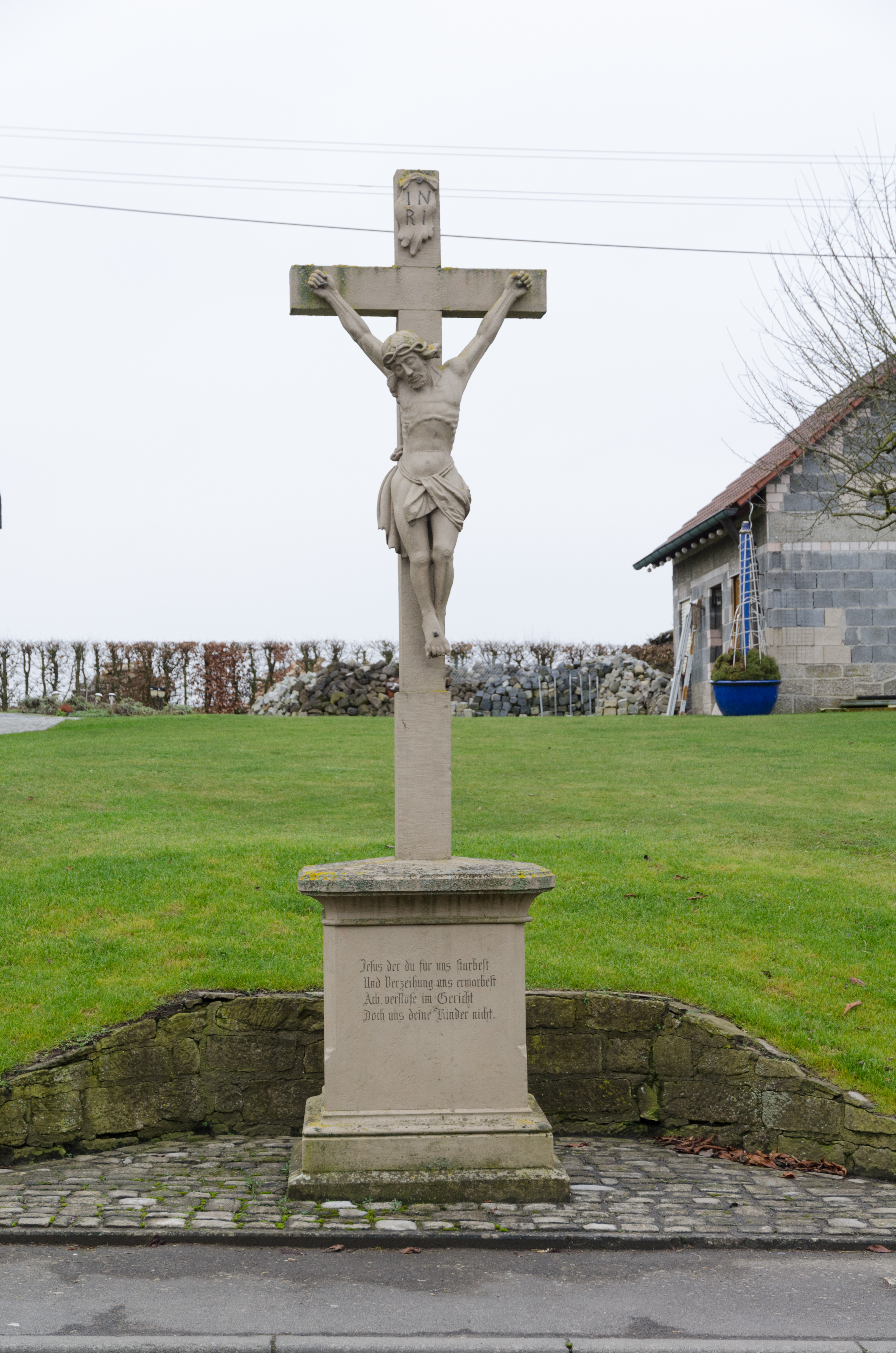
Wegkreuz in Großwenkheim, Grabfeldstraße 42

Das Wegkreuz Grabfeldstraße 42 befindet sich in Großwenkheim, einem Gemeindeteil des Marktes Münnerstadt im unterfränkischen Landkreis Bad Kissingen in der Grabfeldstraße 42.
Das Wegkreuz gehört zu den Baudenkmälern von Münnerstadt und ist unter der Nummer D-6-72-135-144 in der Bayerischen Denkmalliste registriert.

## Beschreibung
Das etwa 350 cm hohe Wegkreuz besteht aus Sandstein und entstand im Jahr 1866. Es befindet sich am östlichen Ortsausgang neben dem „Obertor“. Früher befand es sich gegenüber auf der anderen Straßenseite am „Heiligenrasen“.
Der 142 cm hohe Sockel trägt auf der Vorderseite die Inschrift:

„Jesus der du für uns starbest

Und Verzeihung uns erwarbest

Ach, verstoße im Gericht

Doch uns deine Kinder nicht.“

Auf der Rückseite befindet sich folgende Inschrift:

„Stifter Joseph Leipolt

und dessen Ehefrau Eva

Leipolt geb. Ziegler

1866“

Der lebensgroße Korpus des Kreuzes zeigt Farbreste.
Eustach Schmitt schrieb im Jahr 1964 in seinen Aufzeichnungen:

„Das Heiligenrasenkreuz wurde 1866 von Joseph Leipolt (im Volksmund "Tanzpätersjoft genannt) gestiftet. 1884 ließ derselbe im Friedhof die Kreuzigunsgruppe machen. Dabei wurde nach seinem Wunsch der Heiland von seinem Heiligenrasenkreuz abgenommen und am neuen Friedhofskreuz befestigt. Der alte Heiland vom ersten Friedhofssteinkreuz wurde als Ersatz am Heiligenrasenkreuz angemacht. Das erste Friedhofssteinkreuz war 1827 vom hiesigen Steinhauer Bonifaz Schmitt angefertigt (siehe Gemeinderechnung 1827) ......

...Dieser von Bonifaz Schmitt verfertigte Heiland ist aus einem Stück gemeiselt.“